# ناو البا
ناو البا (به انگلیسی: Italian cruiser Elba) یک کشتی بود که طول آن ۸۸٫۲ متر (۲۸۹ فوت) بود.